# Gury

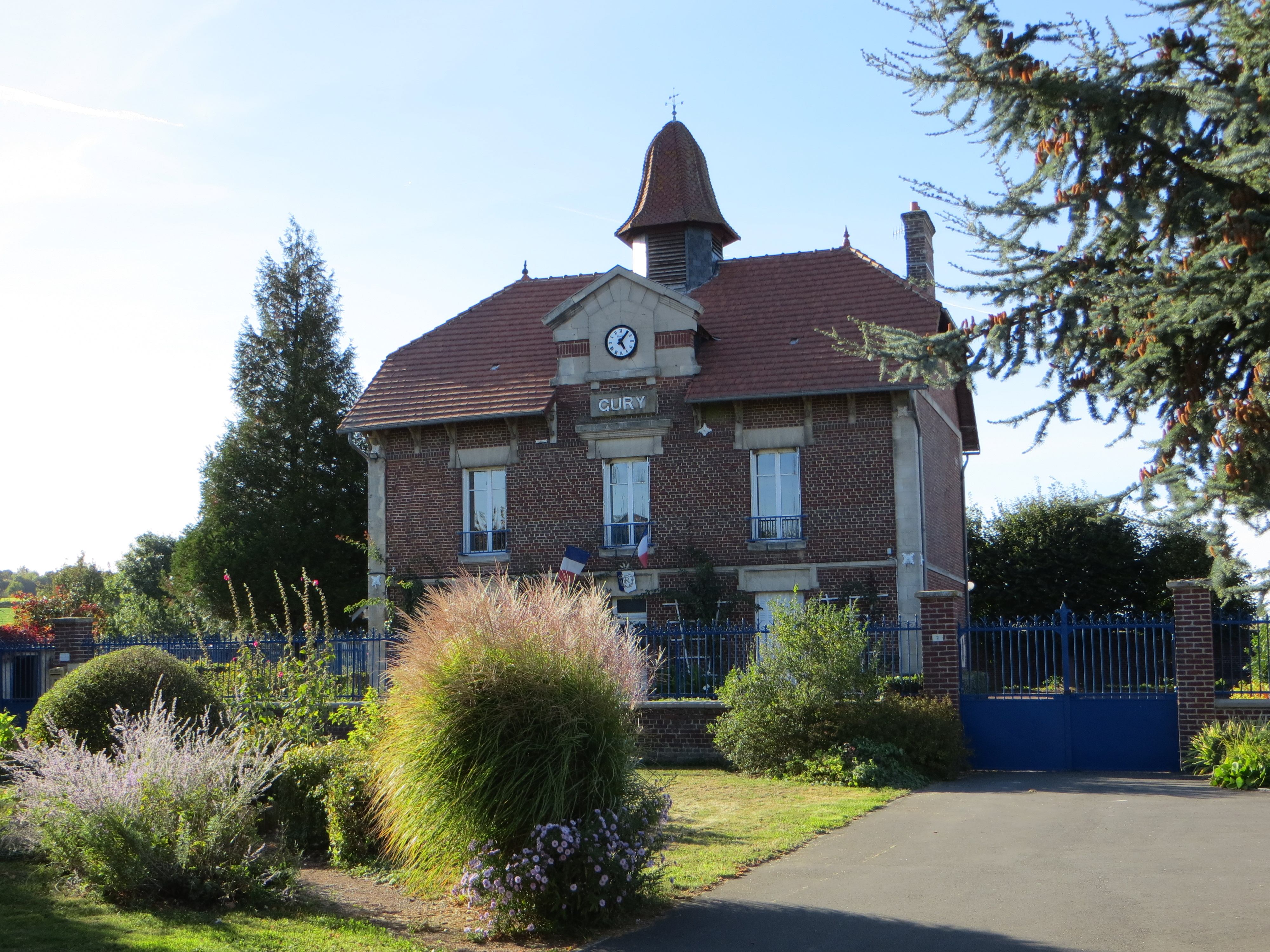
Rathaus von Gury (2018)

Gury ist eine französische Gemeinde mit 233 Einwohnern (Stand: 1. Januar 2022) im Département Oise in der Region Hauts-de-France (vor 2016 Picardie). Sie gehört zum Arrondissement Compiègne und zum Kanton Thourotte (bis 2015 Lassigny).

## Geographie
Gury liegt etwa 23 Kilometer nördlich von Compiègne. Umgeben wird Gury von den Nachbargemeinden Canny-sur-Matz im Norden, Plessis-du-Roye im Osten und Nordosten, Mareuil-la-Motte im Süden, Ricquebourg im Südwesten sowie Roye-sur-Matz im Westen und Nordwesten.

## Bevölkerungsentwicklung
| Jahr      | 1962 | 1968 | 1975 | 1982 | 1990 | 1999 | 2006 | 2013 |
| Einwohner | 131  | 134  | 131  | 135  | 137  | 172  | 190  | 228  |

## Sehenswürdigkeiten
- Kirche Saint-Denis (siehe auch: Liste der Monuments historiques in Gury)
- Schloss mit Park